# A.K.M. Atiqur Rahman
A.K.M. Atiqur Rahman (ur. 31 grudnia 1954) – banglijski urzędnik i dyplomata.
Karierę dyplomatyczną rozpoczynał w ambasadzie w Rzymie (drugi, następnie pierwszy sekretarz; 1991-1994). Następnie był radcą w placówce w Dakarze (1994-1997). Od 2003 do 2005 pełnił funkcję konsula generalnego w Hongkongu, natomiast od lipca 2006 do czerwca 2009 ambasadora w Bhutanie. W czerwcu 2009 został mianowany wysokim komisarzem w Malezji.
Pracował także w MSZ (m.in. jako dyrektor generalny resortu w latach 2001-2003 i 2005-2006).